# Харілай
Харіла́й, Харілл (дав.-гр. Χάριλλος, Χαρίλαος ; у перекладі — «Радість народу» або «Люб'язний народу») — цар Спарти з роду Євріпонтидів IX або VIII століття до н. е., правив разом із Архелаєм із роду Агіадів. Згідно з Плутархом і Павсанієм, Харілай — син царя Полідекта, згідно з Геродотом і Діодором Сицилійським — син царя Евнома. Дотримуючись першої версії, дядьком та опікуном Харілая був давньогрецький політичний діяч Лікург.
Під час правління Харілая Лікург провів свої реформи у спартанському законодавстві. Разом з Архелаєм цар, після благословення дельфійського оракула, захопив місто Егіс на півдні Аркадії. Самостійно Харілай напав на Арголіду та Тегею. В останній він зазнав поразки й був узятий у полон, але потім був звільнений. Наступником Харілая став його син Нікандр.

## Життєпис
Харілай, згідно з Плутархом і Павсанієм, був сином спартанського царя Полідекта, проте Геродот і Діодор Сицилійський вважають його сином царя Евнома.
Згідно з Плутархом, після смерті Полідекта влада мала перейти до його молодшого брата Лікурга, проте, дізнавшись, що дружина померлого царя вагітна, він сказав, що влада перейде дитині, якщо вона народиться хлопчиком. Вдова пропонувала Лікургу отруїти плід, щоб він став повновладним правителем і взяв її за дружину. Він не схвалив цього, але вдав, що згоден, заперечивши лише в тому, що отруїти плід буде надто небезпечно, тому він сам розбереться з новонародженою дитиною. Перед пологами Лікург відправив своїх людей стежити за породіллю, наказавши негайно принести до неї дитину, якщо та виявиться хлопчиком, що й сталося. Йому принесли дитину під час засідання із високими посадовими особами. Він узяв його на руки і сказав: «Спартанці, у вас народився цар!». Поклавши його на місце царя, Лікург назвав дитину Харілаєм і став її опікуном. Однак мати новонародженого та її родичі, особливо брат Леонід, почали поширювати чутки про те, що він хоче зайняти престол. Лікург побоювався того, що якщо з Харілаєм щось трапиться, то його будуть вважати винним, тому через 8 місяців покинув Спарту, вирішивши повернутися, коли у царя з'явиться спадкоємець. На думку Геродота, Лікург був дядьком і опікуном не Харілая, а Лабота.
Співправителем Харілая з роду Агіадів був Архелай. На думку британського історика Пола Картледжа, Архелай та Харілай є першими спартанськими царями-співправителями. Естонський історик Майт Кийв, вважає, що Харілай є першим реальним царем з роду Євріпонтидів за рахунок того, що він і Архелай — перші спартанські царі, про спільні дії яких згадується в джерелах. Попередників Харілая Кийв назвав вигаданими.
Серед як і сучасних, так і античних вчених, немає спільної думки про період правління Харілая. Картледж відносить його до 775—760 років до н. е., історики Джордж Форест і Джозеф Фонтенроуз — до 775—750 років до н. е., доцент кафедри класичної літератури Кентерберійського університету Віктор Паркер — до 750—725 років до н. е. За Діодором Сицилійським, Харілай мав правити у 884—825 роках до н. е., а згідно з Сосібієм Лаконським — у 873—810 роках до н. е.
Спартанці сумували за Лікургом, який покинув місто ще в дитинстві Харілая через поширення чуток про нього з боку матері Харілая і її родичів. Громадяни бачили в ньому постать керівника і наставника, а також говорили, що царів від народу відрізняли лише титул і почесті. Царі також чекали на Лікурга, сподіваючись, що після його повернення люди стануть поважніше до них ставитись. Лікург тим часом звернувся до Дельфійського оракула. Піфія назвала його боголюбним і сказала, що Аполлон дарує спартанцям порядки кращі, ніж в інших державах. Підбадьореним цим, Лікург повернувся в Спарту і почав змінювати державний устрій. На цей момент часу Харілай повинен був досягти повноліття. Лікург зібрав широке коло людей для здійснення свого плану. Коли настав потрібний час, він наказав 30 знатним чоловікам в повному озброєнні вийти на площу, щоб вселити страх можливим опірникам. Прийнявши це за заколот, Харілай сховався в храмі Афіни Міднодомної, але після умовлянь вийшов з нього.
Під час правління Харілая та Архелая Лікург запровадив реформи в спартанському законодавстві, які обмежили, але при цьому зміцнили владу царів. Одна з них — герусія, рада з 28 старійшин і 2 царів, що вирішує суперечки. Якщо раніше царі намагалися досягти єдиновладдя, то відтепер вони входили в герусію і могли ухвалити рішення тільки спільно з іншими її членами. Колишня влада царів поширювалася тільки на війни. Крім герусії, Лікург ввів усну конституцію Велику Ретру, народні збори апеллу, можливо, ефорів та ін. За словами Арістотеля, за правління Харілая аристократія змінила монархію у Спарті. На думку Кийва, реформи Лікурга запобігли тиранії царя.
Згідно з Полом Картледжем, близько другої половини VIII століття до н. е. Дельфійський оракул благословив завоювання міста Егісу на півдні Аркадії, наказавши присвятити Аполлону половину отриманих земель. Архелай разом з Харілаєм захопили його, зробивши жителів рабами. Сучасні вчені вважають слова оракула справжніми. На думку Картледжа, їх істинність доводять встановлені Спартою релігійно-політичні відносини з Дельфами та спільна діяльність царів у завоюванні. На думку професора Ірландського національного університету в Мейнуті Джорджа Леонарда Хакслі, скірити були союзниками спартанців під час захоплення Егісу.
Самостійно Харілай напав на Арголіду. Через кілька років він вдерся в Тегею. Тегеатські жінки влаштували засідку під пагорбом, напавши на спартанців під час битви і розгромили їх. Харілай був узятий в полон. Його відпустили взамін на те, що він дасть присягу більше ніколи не нападати на Тегею.
На думку Діодора Сицилійського, Харілай правив 60 років, а на думку Климента Александрійського — 64 роки. Наступником царя став його син Нікандр.
За словами Плутарха, Харілай був лагідним. Він наводить слова Архелая, згідно з якими, Харілай не міг гніватися навіть на своїх ворогів. Плутарх також наводить слова сподвижника Лікурга Архідаміда, сказані тим у відповідь на хвалу царя: «а чи справедливо хвалити людину, яка ласкава навіть з негідниками?».